# Associació Fonètica Internacional
L'Associació Fonètica Internacional (AFI o, també coneguda per l'abreviatura del nom en anglès: IPA) és una organització que té per objectiu estudiar la fonètica de diverses llengües i per aquest motiu va crear l'AFI, un sistema de transcripció que homogeneïtzava els diferents sons i fonemes dels idiomes per poder analitzar-los, descriure'ls mitjançant una sèrie de trets significatius i usar-los per representar la parla independentment de les variacions individuals. L'associació va ser fundada en 1886 a París i va créixer amb membres de més de 40 països.

## Membres destacats
- Josep Maria d'Arteaga i Pereira (1846-1913), compositor i fonètic català[3]